# Corps Silesia Breslau zu Frankfurt (Oder)
Das Corps Silesia Breslau zu Frankfurt (Oder) ist eine pflichtschlagende und farbentragende Studentenverbindung im Kösener Senioren-Convents-Verband (KSCV). Das Corps vereint Studenten und Alumni der Europa-Universität Viadrina. Zum Corps gehören außerdem ehemalige Studenten der Universität zu Köln, der RWTH Aachen, der Schlesischen Friedrich-Wilhelms-Universität Breslau und der Technischen Hochschule Breslau. Die Corpsmitglieder werden Schlesier genannt. Silesia ist die älteste heute noch unter diesem Namen bestehende Vereinigung ursprünglich schlesischer Studenten.

## Couleur
Das Band der Silesia Breslau hat die Farben weiß-hellblau-rosa mit silberner Perkussion. Dazu wird eine hellblaue Mütze getragen. Die Füchse tragen ein Fuchsenband in den Farben hellblau-weiß-hellblau mit silberner Perkussion. Die Chargierten tragen als Traditionsband zusätzlich das schwarz-weiß-schwarze Band des früheren Corps Borussia-Polonia. Der Wahlspruch lautet „Virtus nos et cana fides coniunge Silesos“ (deutsch: „Mannhaftigkeit, Tugend und altehrwürdige Treue verbinde uns Schlesier“).

## Geschichte

### Gründungszeit
Das Corps Silesia Breslau geht in seinen Anfängen auf das Schlesische Kränzchen zurück, das ab 1787 als Zusammenschluss der aus Schlesien stammenden Studenten an der damaligen Universität zu Frankfurt (Oder) bis zu deren Umzug nach Breslau im Jahr 1811 bestanden hat. In Breslau setzten dann die aus Frankfurt übergesiedelten Mitglieder des Schlesischen Kränzchens ihre Studentenverbindung  mit gleichen Grundsätzen als  Landsmannschaft Silesia fort, aus der schließlich am 24. Mai 1821 in Abgrenzung zu der 1818 entstandenen Allgemeinen Deutschen Burschenschaft, die mehr politisch ausgerichtet war, das Corps Silesia wurde. Als der Komponist Franz Liszt 1842 während einer Tournee längere Zeit in Breslau gastierte, war er mehrfach zu Besuch bei Silesia und trug als Zeichen der Verbundenheit mit dem Corps während mehrerer  zu seinen Ehren veranstalteten Kommersen die Farben der Silesia.

### Zeit des Nationalsozialismus und Nachkriegszeit

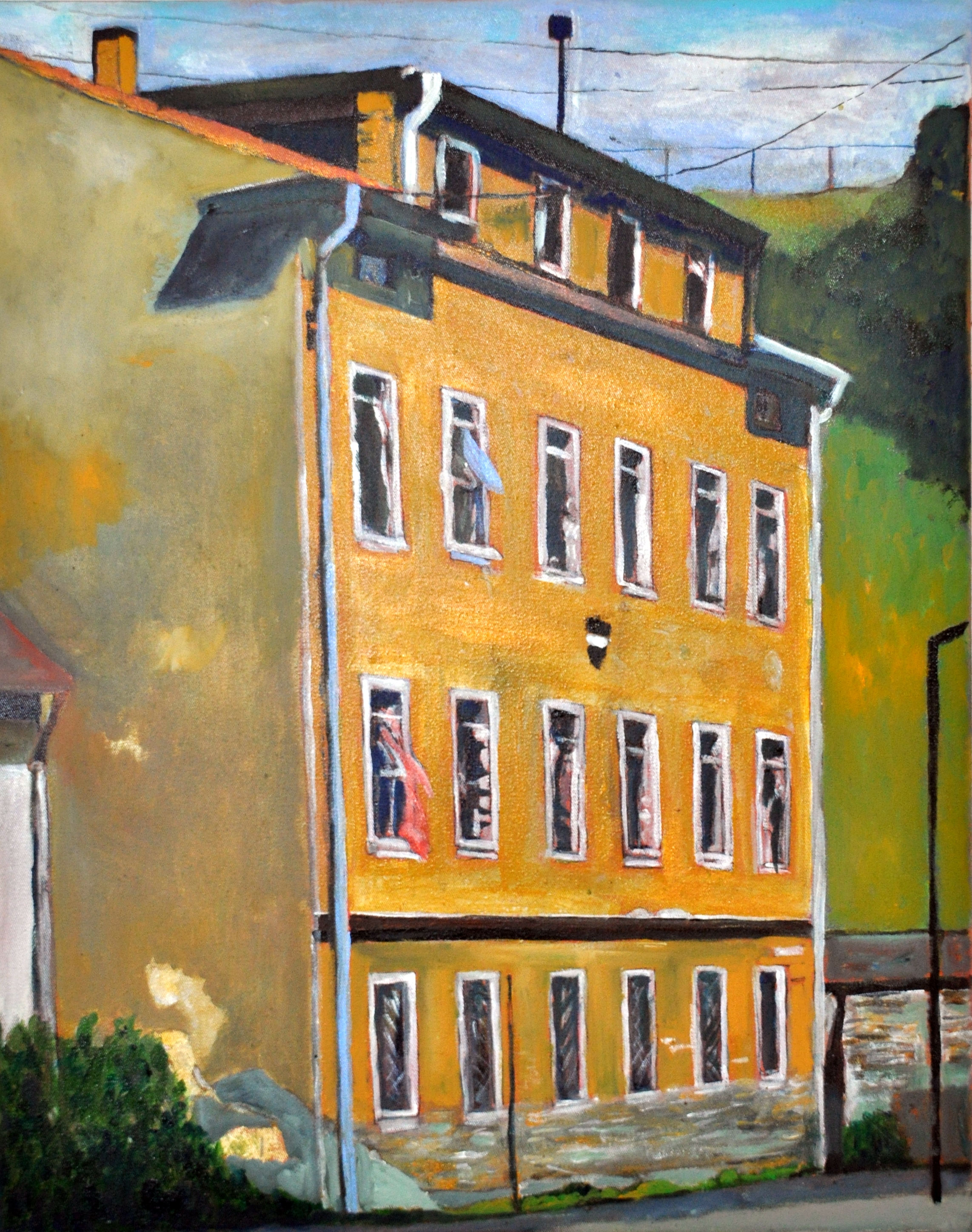
Corpsetage der Borussia-Polonia (1999)

In der Zeit des Nationalsozialismus löste das Corps sich selbst auf, um dem Verbot durch die NS-Behörden zuvorzukommen.
Am 7. Dezember 1950 rekonstituierte Silesia mit Doppelsitz an der Universität zu Köln und der Rheinisch-Westfälischen Technischen Hochschule Aachen, um die Breslauer Tradition der Verbindung von Universitätsstudenten und Ingenieurwissenschaftlern aufrechtzuerhalten. Aus Mangel an Nachwuchs musste Silesia 1974 den aktiven Corpsbetrieb in Aachen aufgeben und am 22. Oktober 1994 auch in Köln suspendieren.

### Suspension und Corps Borussia-Polonia
In diese Zeit der Suspension ab Ende 1994 fiel die Gründung des Corps Borussia-Polonia am 22. Juni 1995 in Frankfurt (Oder). Nachdem dieses Corps am 9. Juli 1997 in den KSCV aufgenommen wurde, nahm Silesia 1999 Verhandlungen über einen gemeinsamen Corpsbetrieb in Frankfurt (Oder) auf. Mit Hilfe der Corpsstudenten der Borussia-Polonia ist Silesia dann am 24. Mai 2000 an der Europa-Universität Viadrina in Frankfurt (Oder) erneut rekonstituiert worden, während das Corps Borussia-Polonia gleichzeitig suspendierte. Anschließend hat das Corps Silesia Breslau seinen Namen in Borusso-Silesia geändert und eine Reihe von Änderungen bei den Corpsinsignien (Fuchsenfarben, Zirkel, Wappen, Wahlspruch) vorgenommen, um dadurch auch nach außen hin zum Ausdruck zu bringen, dass die Rekonstitution nur mit Hilfe der Borussia-Polonia möglich war; die Corpsfarben weiß-hellblau-rosa blieben unverändert.

### Geschichte seit 2000

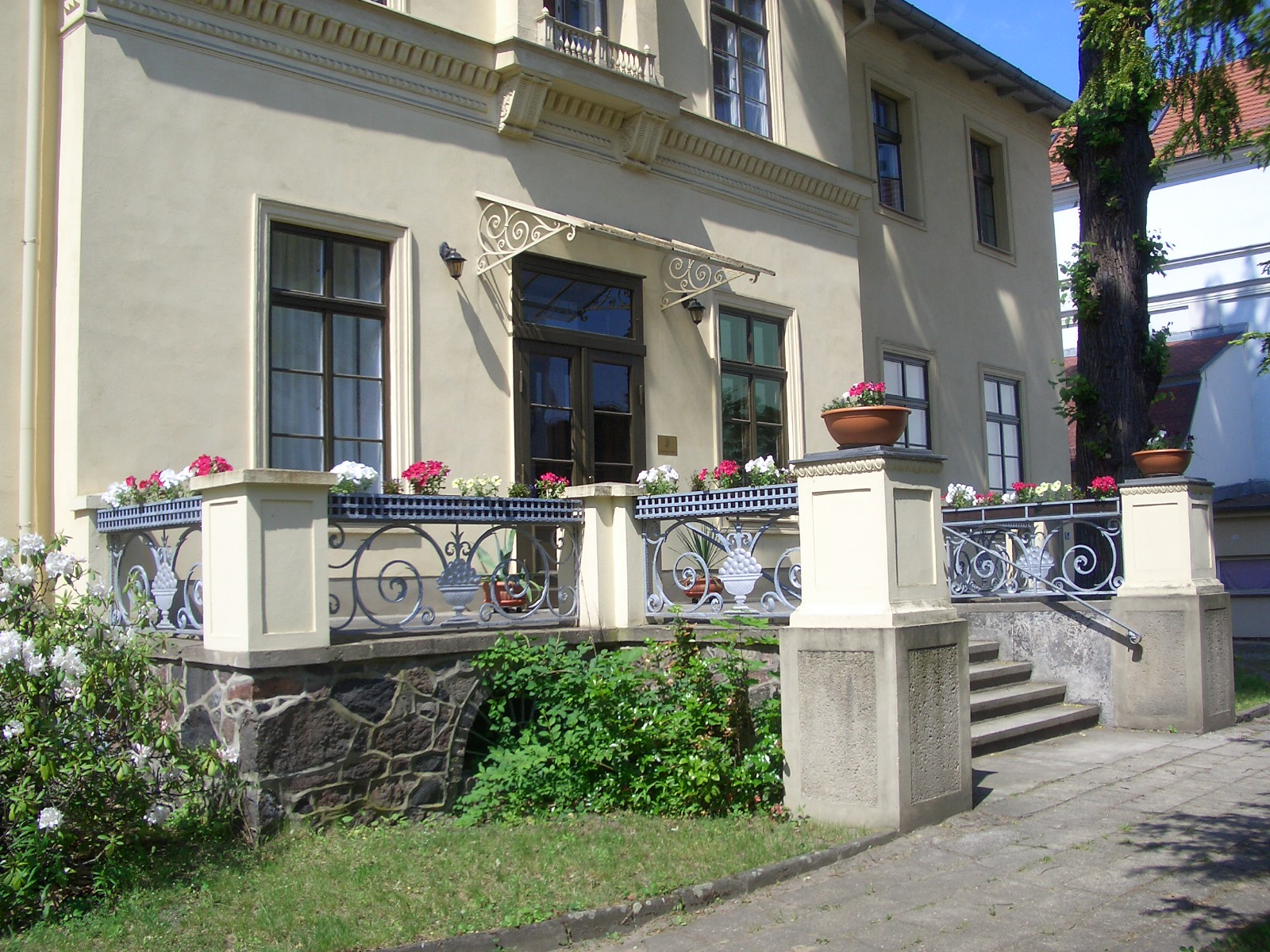
Eingang zu Silesias Corpshaus

Am 7. Dezember 2007 nahm Borusso-Silesia wieder den ursprünglichen Namen Silesia Breslau, aber mit dem Zusatz zu Frankfurt (Oder) an. Auch die alten Corpsinsignien wurden wieder eingeführt.
Wie 1927 ist Silesia 2016/17 präsidierendes Vorortcorps im KSCV. Beim Vorortübergabekommers im Kleist Forum am 5. November 2016 sprachen der CVer Raimund Lang und Zigmars Vestfals von Selonia.

## Besondere Verpflichtung
Auf Grund seiner geographischen Lage und als Teil des Bewahrens der Tradition des Corps Borussia-Polonia sieht das Corps Silesia Breslau seine Aufgabe einerseits darin, an der Aussöhnung und Freundschaft zwischen dem deutschen und dem polnischen Volk mitzuarbeiten, andererseits aber auch die Erinnerung an Breslau und Schlesien im Rahmen eines geeinten Europas wachzuhalten.

## Mitglieder

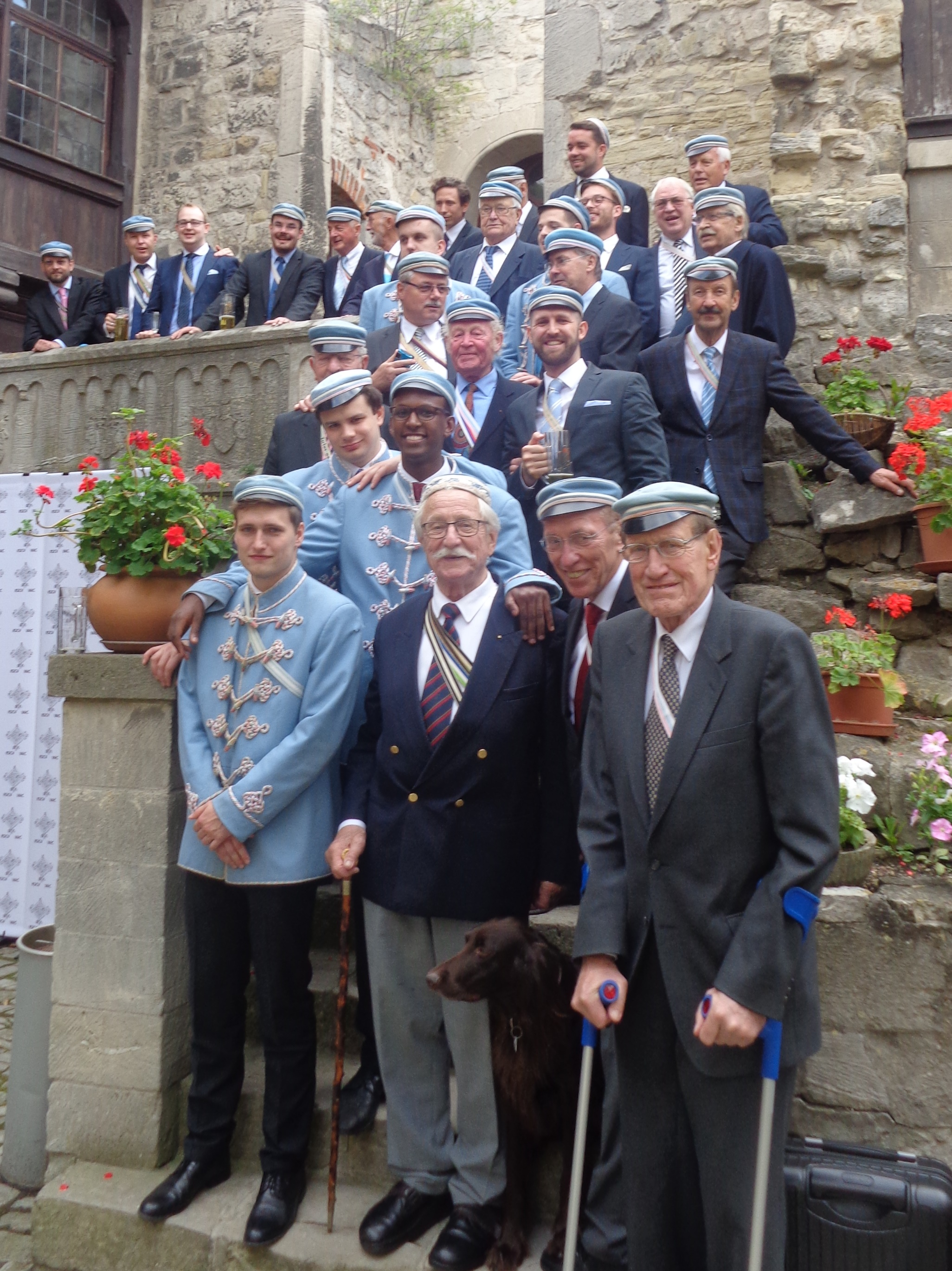
Schlesier auf der Rudelsburg (2016)

- Eugen Balluseck (1823–1864), Jurist, MdHdA
- Werner Barthold (1908–1996), Regierungsbeamter und Rechtsanwalt
- Paul Baumm (1860–1936), Arzt, Leiter der Hebammenlehranstalt Breslau
- Heinrich Beer (1829–1926), Reichsgerichtsrat
- Caesar-Rudolf Boettger (1888–1976), Professor für Zoologie in Braunschweig
- Albert Bovenschen (1864–1939), Journalist
- Emil Brunner (1842–1898), Landrat in Rößel
- Hermann von Choltitz (1868–1947), Landrat von Neustadt (Oberschlesien)
- Ernst Conrad (1858–1930), Reichsgerichtsrat
- Hermann Credner (1841–1913), Professor für Geologie und Paläontologie
- Ferdinand Ebeling (1878–1933), Landrat in Wismar
- Ludwig Richard Edler (1829–1898), katholischer Geistlicher, MdHdA, MdR
- Georg Foerster (1844–1916), Reichsgerichtsrat
- Karl Rudolf Friedenthal (1827–1890), Staats- und Landwirtschaftsminister im Kabinett Bismarck
- Arthur Gabriel (1865–1924), Arzt und medizinischer Schriftsteller
- Johann Heinrich Gadow (1815–1895), evangelischer Pastor und Forschungsreisender
- Hugo Ganse (1862–1944), Präsident der Preußischen Ansiedlungskommission
- Maximilian von Garnier (1844–1888), Landrat in Grottkau
- Walter Gebhardt (1870–1918), Professor für Medizin
- Hans Gehrels (1904–1998), Landrat in Posen
- Carl Gemander (1836–1904), Landrat des Kreises Rybnik
- Wilhelm Gesellius (1872–1935), Verleger
- Wilhelm Haberling (1871–1940), Professor für Medizin, Medizinhistoriker
- Eugen Hahn (1841–1902), Professor für Medizin, Direktor der Chirurgie des Krankenhauses Friedrichshain in Berlin
- Oscar Hahn (1831–1898), Jurist, MdR
- Oscar Hanke (1893–1988), Landrat des Landkreises Waldeck-Frankenberg
- Richard Georg von Hauenschild, Pseudonym Max Waldau (1825–1855), Schriftsteller
- Hans-Adolf Hedemann (1920–1990), Professor für Geologie
- Adolph Hermiersch (1827–1903), katholischer Pfarrer und Politiker
- Jürgen Herrlein (* 1962), Rechtsanwalt und Studentenhistoriker
- Eduard Hinze (1898–1986), Generalarzt und Medizinhistoriker
- Karl Hoffmann (1891–1969), Rechtsabteilungsleiter der Preussag
- Paul Hoffmann (1853–1935), Landrat des Landkreises Kosten
- Adolf Hoffmann-Heyden (1877–1964), Professor für Chirurgie
- Johann Adrian Hermann Graf von Hoverden (1819–1900), Altertumsforscher und Politiker
- Johann Carl Otto Jancke (1804–1870), Historiker und Bibliothekar
- Wolfgang Lauterbach (1893–1973), Mitherausgeber des Baumbach/Lauterbach-Kommentars zur Zivilprozeßordnung
- Rudolf Lenhartz (1925–1987), Manager, Vorstandsvorsitzender der Saarbergwerke AG
- Paul Letocha (1834–1911), als Richter an der Erarbeitung des Bürgerlichen Gesetzbuchs beteiligt, MdR
- Otto Linke (1846–1930), Lehrer und Historiker
- Max Lortzing (1839–1895), Schriftsteller
- Robert von Ludwig (1821–1884), MdR
- Günther Lummert (1903–1968), Rechtsanwalt und Strafverteidiger
- Werner Lüthgen (1933–2017), Tierarzt, Ministerialrat i. R.
- Hermann Maas (1842–1886), Professor für Chirurgie
- Alfred Manigk (1873–1942), Professor für Rechtswissenschaft, Gegner des Nationalsozialismus
- Max Meier (1863–1919), Eisenwerkunternehmer
- August Mittnacht (1818/19–1884), Amtsbezirksvorsteher
- Johann Hermann Müller-Tschirnhaus (1867–1957), Pastor und Schriftsteller
- Franz Münzer (1823–1893), katholischer Pfarrer und Politiker
- Günter Nebelung (1906–1999),  Direktor des Gesamtverband der Deutschen Versicherungswirtschaft
- Kurt Nickisch (1889–1967), Bergbauunternehmer
- Georg Niepel (1923–2020), Richter am Bundesgerichtshof
- Cäsar von Olearius (1821–1901), Landrat in Reichenbach, MdHdA
- Mutius Aloys Ottow (1809–1884), Richter und Politiker (Paulskirchenparlament)
- Hugo Paur (1829–1879), Amtsgerichtsrat, MdHdA
- Max von Pohl (1841/42–1905), Regierungspräsident in Oppeln
- Ernst-Egon Pralle (1900–1987), Unternehmer und Landtagsabgeordneter
- Torsten Quidde (1932–2004), Oberkreisdirektor (= Landrat) von Land Hadeln
- Hermann Rahe (1913–1998), Jurist, Leitender Ministerialrat, Direktor der Deutschen Richterakademie in Trier
- Hellmuth Reichel (1900–1962), Badearzt in Bad Pyrmont und Professor für Balneologie in Göttingen
- Klaus Reichel (1934–1996), Professor für Chirurgie in Hannover, Pionier der minimalinvasiven Chirurgie
- Karl-Ferdinand Reuss (1907–1973), Rechtsanwalt
- Max Roepell (1841–1903), Eisenbahndirektionspräsident in Kattowitz und Posen
- Hans-Hermann Rösner-Mautby (1917–1999), Klinikunternehmer in Oberaudorf
- Gustav Roth (1916–2008), Indologe in Göttingen
- Gerd Schaefer-Rolffs (1909–1986), Ingenieur, VAC-Funktionär
- Horst Schirmer (1933–2020), Diplomat
- Erich Schlüter (1903–1977), Landgerichtspräsident und Ostpolitiker
- Klaus Schucht (1930–2001), Vorstandsmitglied der Treuhandanstalt, SPD-Politiker, Minister für Wirtschaft und Technologie in Sachsen-Anhalt
- Ferdinand Schuppe (1831–1894), bischöflicher Verwaltungsbeamter
- Franz Schwarz (1826–1907), Präsident der Generalkommission für die Provinz Schlesien, Ehrenmitglied Silesias
- Friedrich Wilhelm Semmler (1860–1931), Professor für Chemie, MdR
- Ulrich Senger (1900–1973), Ingenieur und Professor in Stuttgart
- Gustav Rochus Sick (1803–1855), Medizinalrat, MdHdA
- Herbert Siegmund (1892–1954), Professor für Pathologie
- Rudolf Stahl (1889–1986), Professor für Innere Medizin
- Georg von Steinmann (1830–1901), Oberpräsident in Schleswig-Holstein
- Otto Steinmann (1831–1894), Regierungspräsident in Gumbinnen, MdR
- Adolph Stier (1823–1890), Generalarzt
- Fedor Strahl (1926–2009), Unternehmer
- Carl Szmula (1828–1890), Arzt in Zabrze
- Heinrich Teller (1910–2008), Dermatologe
- Viktor von Tepper-Laski (1844–1905), Regierungspräsident von Wiesbaden und von Köslin
- Rüdiger Thiele (1936–1996), FDP-Politiker, Staatssekretär in Sachsen
- Benedict Titz (1818–1893), katholischer Pfarrer, MdHdA
- Karl von Unruh (1845–1898), Richter, MdHdA
- Robert Urban (um 1827–1899), Landrat des Untertaunus-Kreises
- Horst Weiß (* 1937), Maschinenbauingenieur, Professor für Materialkunde und Werkstoffprüfung der Universität Siegen (1990–2003)
- Karl Egbert Wenzel (1930–1998), Rechtsanwalt, Presserechtler
- Albin von Wentzky (1804–1849), Landrat des Kreises Namslau
- Herbert Werner (1884–1948), Vorstand der Schlesischen Bergwerks- und Hütten AG
- Wolfgang Winkler (1902-nach 1945), Landrat von Züllichau-Schwiebus
- Hermann Wollheim (1817–1855), Arzt und Dichter
- Georg Zaeschmar (1852–1932), Reichsgerichtsrat

## Beziehungen zu Corps an anderen Universitäten
Silesia steht in folgenden Verhältnisverträgen
Kartelle
Corps Thuringia Jena
Corps Guestphalia Bonn
Corps Starkenburgia
Corps Franconia Tübingen
Corps Saxonia Leipzig
Befreundete
Corps Nassovia Würzburg
Corps Normannia Berlin
Corps Borussia Halle
Frühere
Corps Hansea Königsberg (erloschen)

## Erinnerung
2017 würdigte Peter Pragal im Deutschen Kulturforum östliches Europa Silesias Umgang mit ihrem Erbe.